# Agustín Jaureguízar
Agustín Jaureguízar (Ferrol, 18 de julio de 1935) es un crítico, conferenciante, articulista, historiador y coleccionista de ciencia ficción y uno de los mayores expertos en ciencia ficción en habla hispana.
Ingeniero de caminos y promotor inmobiliario de profesión, Agustín Jaureguízar se dio a conocer en el ámbito de la ciencia ficción española al ocuparse de los relatos de autores noveles en la revista Nueva Dimensión, pasando luego a las llamadas «páginas verdes» de información. Como investigador de la proto-ciencia ficción, y a lo largo de cerca de cuarenta años, ha escrito gran cantidad de estudios, popularizando figuras como las de Enrique Gaspar, José de Elola o Nilo María Fabra.
Como bibliófilo, es poseedor de una biblioteca especializada de alrededor de 5.000 volúmenes. En su labor de articulista ha sido ganador del premio Ignotus al mejor artículo (1998). La Asociación Española de Fantasía y Ciencia Ficción le entregó en 1991 el Premio Gabriel a la labor de una vida.
Ha utilizado con frecuencia el seudónimo «Augusto Uribe».